# Ема Италианска
Емма Италианска (на френски: Emma d'Italie; * 948; † 12 октомври сл. 988) е френска кралица през 966 – 986 г., като съпруга на Лотар IV, крал на Западно-Франкското кралство от 954 до 986 г., от род Бозониди.

## Произход
Емма е дъщеря на Лотар II († 22 ноември 950), крал на Италия (946 – 950), и на Аделхайд Бургундска († 16 декември 999, Света Аделхайд), дъщеря на Рудолф II (крал на Италия (922 – 926) и Берта от Швабия. Баща ѝ е син на крал Хуго I Арлски и Алда.
Баща ѝ е отровен през 950 г., когато Емма е още малко дете. След смъртта на баща ѝ майка ѝ през 951 г. става втората съпруга на император Ото I и майка на император Ото II (* 955; † 983).

## Кралица на Франция
През 966 г. Емма се омъжва за Лотар IV († 2 март 986) от род Каролинги, син на Луи IV и на Герберга Саксонска.
Емма и Лотар имат двама сина – Луи V (* 920; † 21 май 987), който става крал на Франция (967 – 987), последният крал от Каролингите, женен от 982 до 984 г. за Аделаида Анжуска, и на Ото († 18 ноември 986), монах в Реймс.
През 977 г. Емма е обвинена от зет си Карл от Франция, херцог на Долна Лотарингия, в изневяра с епископ Адалберон Лаонски († 1031), епископът на Лаон от род Вигерихиди. На синода в Sainte-Macre те са обявени за невинни и Карл е изгонен. Карл бяга при Ото II в Долна Лотарингия и става там херцог. Бракът ѝ с Лотар е пълен с интриги, правени от неговия зет император Ото II и васалът му Карл.

## Следващи години
Лотар умира през 986 г. и синът им Луи става крал на Франция. Луи обвинява Емма и епископа на Лаон, че са отровили баща му и ги прогонва от двореца. След една година крал Луи умира без наследници.
Емма прекарва последните си години вероятно в манастир в Бургундия, където и умира.